# Encephalartos barteri
Encephalartos barteri là một loài thực vật hạt trần trong họ Zamiaceae. Loài này được Carruth. ex Miq. mô tả khoa học đầu tiên năm 1868.